# Hans Münch (Dirigent)
Hans Münch (* 9. März 1893 in Mülhausen, Reichsland Elsaß-Lothringen; † 7. September 1983 in Binningen) war ein Schweizer Dirigent.

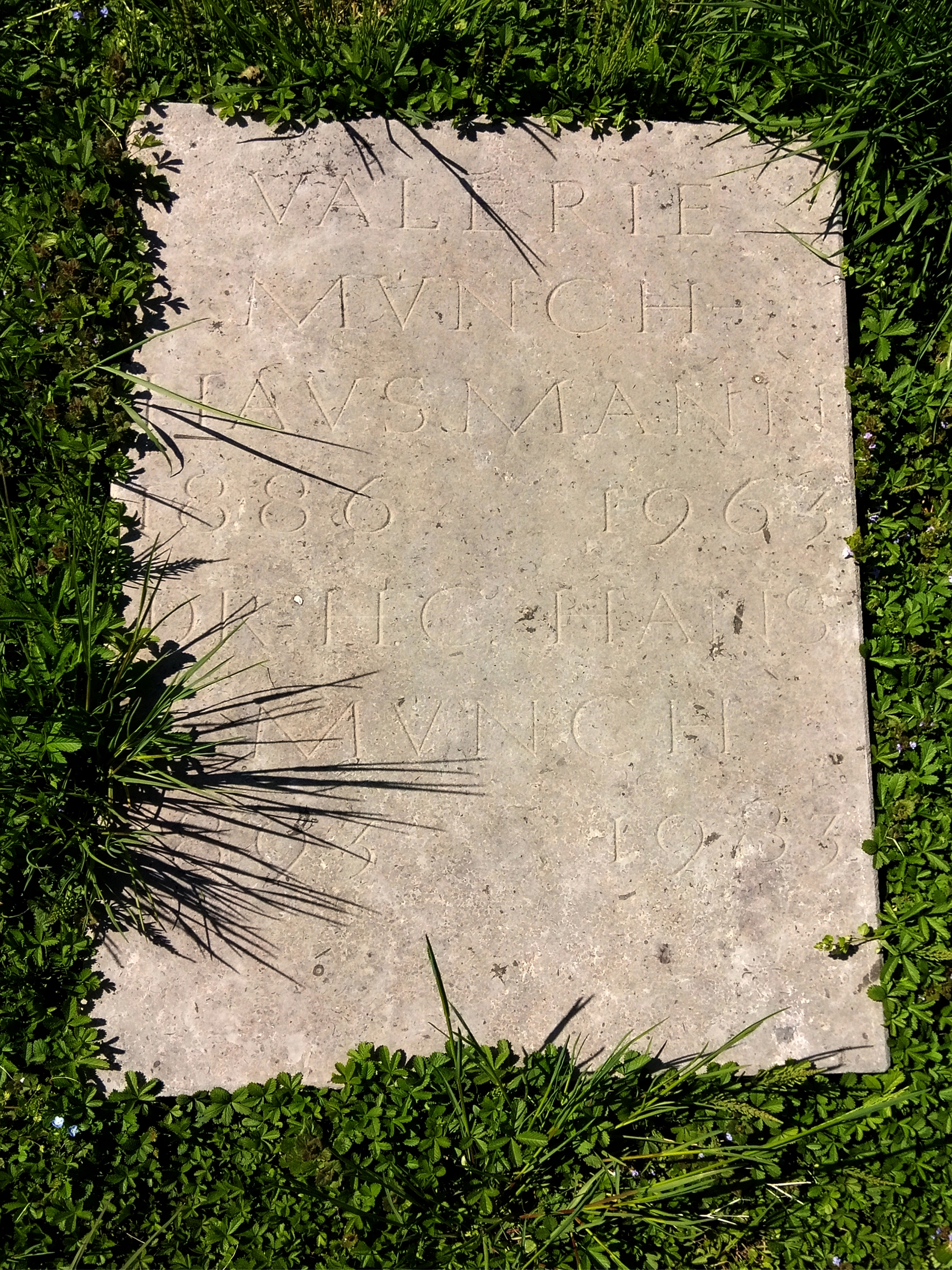
Grab auf dem Friedhof am Hörnli

## Leben und Werk
Hans Münch kam am 9. März 1893 als Sohn von Eugen Münch und Margarethe Caroline Wilhelmine, geb. Beckenhaupt, in Mülhausen zur Welt. Der Bruder seines Vaters war Ernst Münch, ein Organist und Chorleiter aus dem Elsass. Somit war dessen Sohn, der Dirigent Charles Münch, Hans Münchs Cousin.
Münch studierte ab 1912 am Basler Konservatorium Klavier, Orgel, Violoncello und Komposition. Sechs Jahre später wurde er selbst Lehrer am Konservatorium und unterrichtete dort Klavier und Chorgesang. 1921 heiratete er Valerie Hausmann (1886–1963).
Von 1922 bis 1926 leitete er den Basler Bach Chor. Von 1935 bis 1947 wirkte Hans Münch als Direktor des Konservatoriums und der Musikschule. Als Nachfolger Hermann Suters war er Dirigent des Basler Gesangvereins und der Basler Liedertafel. Im Jahr 1935 übernahm er von Felix Weingartner die Leitung der Konzerte der Allgemeinen Musikgesellschaft, 1939 wurde er Dr. h.c. der Universität Basel. Neben seiner Tätigkeit als Dirigent komponierte Hans Münch einige Stücke, vor allem grosse Chor- und Orchesterwerke.
Hans Münch fand seine letzte Ruhestätte auf dem Friedhof am Hörnli.